# Grand Sama
Grand Sama – de son vrai nom Namakan Samaké Touré –, né en 1944 (ou 1942) à Kankan (Guinée), est un chanteur, compositeur, chef d'orchestre et animateur de radio guinéen, enseignant de profession, qui fut le premier chanteur de l'orchestre Nimba Jazz de N’zérékoré.

## Biographie

### Carrière
De 1967 en 1968, il accompagne le Syli Star section de Kankan 1. De 1968 à 1969, il accompagne le Milo Band de Kankan II et la même année le Tropical Djoli Band de Faranah.
En 1970, le Horoya Band Fédéral a été restructuré pour présenter le concert  Agression de 22 Novembre de la même année, sans feu Sandaly Kouyaté dit Balakala, Karamon Dabo dit Karamodjan, feu Sidiki Traoré, Billy Nankouman Condé, Alamako accompagnateur, pour former le nouvel orchestre fédéral le 22 novembre Band de Kankan, à la place du précédent, nationalisé avec résidence à Kankan. Le bureau fédéral a demandé que le Horoya Band, déjà nationalisé, rejoigne Conakry.
Le 27 juillet 1972, Métoura Traoré dit Papa, chef d’orchestre de Horoya Band, le désigne comme premier chanteur du 22 Band, suivi de Mamady Traoré dit Sonké.
Il anime une émission interactive sur la radio privée Pacifique FM de N’zérékoré.

### Langue
Grand Sama chante occasionnellement en kpèlèwo, une langue mandée de la Guinée forestière.

### Islam
En 2010 il effectue son pèlerinage (hajj) à La Mecque.

## Festivals

### Festivals nationaux
Aux 11e, 12e et 13e du festival national Babaniko, Nimba Jazz se classe premier au concours national en 1976, 1979 et 1982.

### Festival international
- En août 1983, lors du 2e Festival panafricain de la Jeunesse à Tripoli, Nimba Jazz, qui représentait la Guinée, a été sacré meilleur orchestre pour son originalité et son authenticité traditionnelle avec des titres musicaux tels que Babaninko, Macenta Nouytii, Gon biyabiya[3].